# Jakob Fabricius
 Ikke at forveksle med Jacob Fabricius.
Jakob Christian Fabricius (født 3. september 1840 i Aarhus, død 8. juni 1919 i København) var en dansk embedsmand, etatsråd, komponist og musikorganisator. Det var som organisator, Fabricius fik sin egentlige betydning i dansk musikliv, bl.a. som stifter og medstifter af adskillige musikalske foreninger og institutioner.

## Familien
Hans farfar var Otto Fabricius (1744-1822), der i flere år var missionær og forsker i Grønland. Senere blev han sognepræst ved Vor Frelsers Kirke på Christianshavn, og 2 år før sin død titulærbiskop. Efter sin tid i Grønland skrev han flere værker om landets dyre- og planteliv, om sproget og om kulturelle forhold.
Jacob Christian Fabricius far var Lars Schurmann Fabricius (1805-1880), kasserer i Nationalbankens afdeling i Aarhus.

## Musiklivet
Jacob Christian Fabricius var selv ansat i som hovedkasserer i Nationalbankens i Aarhus og København fra 1857 til 1912. Han endte som karriere som etatsråd og Ridder af Dannebrog. Hans ønske var egentlig at blive musiker og komponist, men sygdom og forskelige uheld gjorde det umuligt for ham at forfølge den vej. Han var handicappet af blandt ande§§t delvise lammelser i højre hånd og jævnlige hovedpiner. Han studerede musikteori på privat basis hos Johan Christian Gebauer i København og senere hos Peter Heise, dog spillende han godt nok til at være organistvikar både for Gebauer og Otto Malling.
I stedet engagerede han sig på frivillig basis i organiseringen af det københavnske musikliv. Allerede i 1871 lykkedes det ham sammen med blandt andre komponisterne Peter Heise, Christian Barnekow, Emil Hartmann, August Winding og nogle fremtrædende musikinteresserede københavnske borgere at oprette Samfundet til udgivelse af dansk musik, der eksisterer som musikforlag den dag i dag. Forinden havde Fabricius på opfordring gennemstøvet biblioteker og arkiver for at finde upublicerede danske musikværker. Han fandt blandt andet omtrent 300 operaer og andre musikdramatiske værker, som kunne komme på tale til udgivelse.
Gennem midten af 1800-tallet var der fremkommet adskillige forslag til opførelse af en decideret koncertbygning i København. Alle projekter strandede på manglende økonomi. Da Fabricius fra 1884 engagerede sig i projektet, lykkedes det efter mange vanskeligheder at få opført Concertpalaiset (Odd Fellow Palæet), som stod færdigt omtrent 1889. Bygningen skulle udgøre et egnet sted til opførelse af musik og til erstatning for eller supplement af Casino. Palæet blev solgt til Odd Fellow Ordenen i 1900, men fungerede som koncertsted, indtil salen brændte i 1992.
København havde på den tid sin ”musik-junta” styret af Niels W. Gade og J.P.E. Hartmann. De regerede blandt andet over Musikkonservatoriet og Musikforeningen, der opførte klassikerne, Mozart, Beethoven, Felix Mendelssohn og lignende. Men mange yngre musikelskere og komponister savnede et sted hvor den nye tids musik kunne præsenteres. Allerede i 1864 stiftede blandt andre C.F.E. Horneman og Edvard Grieg foreningen Euterpe, som dog fik ret kort levetid. Derfor stiftede Fabricius sammen med bl.a. Hornemann og Otto Malling Koncertforeningen i 1874 med Fabricius, som formand. Koncertforeningen opløstes i 1893, blandt andet på grund af konkurrence fra nye koncertarrangører, men også fordi Det Kongelige Teater nægtede sine sangere lov til at medvirke ved koncerterne. I sin sidste beretning kunne Fabricius gøre status. På 19 år var opført 212 værker, heraf 150 danske førsteopførelse af udenlandske komponister og 42 premierer på dansk musik.
I årene fra 1865 til 1870 var Fabricius musikalsk leder af en kammermusikforening, kaldet Vega, som holdt prøver søndag morgen kl. 7 og i disse år afholdt ca. 10 velgørenhedskoncerter.
Ud over at være drivende kraft i de nævnte projekter, fungerede Fabricius også som musikanmelder i Illustreret Tidende frem til 1899.

## Socialt engagement
De sidste 25 år af 1800-tallet var præget af industrisamfundets gennembrud. Der var en stor indvandring til København både fra det øvrige Danmark og fra nabolandene. Der var god brug for socialt engagement. Et sådant var Fabricius åbenbart i besiddelse af. Allerede da han var nytilflyttet deltog han i arbejdet i en understøttelsesforening. Senere dannede han selv sammen med en pastor Ewaldsen Foreningen til vordende Tjenestepigers Uddannelse. I midten af 1880'erne udarbejdede han et projekt med finansiering til opførelse af billige arbejderboliger. Han diskuterede ideen med konseilspræsident Estrup, som angiveligt var positiv over for forslaget, men projektet blev ”overhalet” af socialdemokratiske og radikale politikere med deres tilsvarende projekt, der førte til vedtagelse i Folketinget af en lov om byggeri med statstilskud. Loven blev dog ikke udnyttet, og først efter 1. verdenskrig kom der for alvor gang i opførelsen af almennyttige lejeboliger.

## Komponistvirksomhed
Den første offentlige fremtræden som komponist foregik i 1865 med ”Fire Karakterstykker for Piano”. Uden særlig offentlig anerkendelse i Danmark, måske på grund af personlig tilbageholdenhed og beskedenhed, satte han komponistvirksomheden på vågeblus til midt i 90’erne. Måske også på grund af travlhed med andre projekter. Efter eget udsagn kom anerkendelsen sent og mest fra Tyskland og Frankrig. Flere af hans værker foreligger trykt i disse lande.
Listen over kompositioner, som findes på Det Kongelige Bibliotek omfatter ca. 65 trykte værker, mest samlinger af sange, korværker og klavermusik, men også større værker, bl.a. operaen ”Skøn Karen”. Musik i manuskriptform omfatter mere end 80 stykker. Heraf er nogle dog gengangere fra samlingen af trykte noder. Også her mest mindre stykker, men dog en orkestersuite (Fra Riddertiden), 2 operaer (Et løfte og Die blonde Kathrein), en symfoni og en koncertouverture. Listen kan læses i nedennævnte bog, hvorfra de fleste oplysninger til denne artikel stammer.

## Udvalgte værker
- Skøn Karen (opera)
- Et løfte (opera)
- Die Blonde Kathrein (opera)
- Fra Riddertiden (orkestersuite)
- Symfoni i G-dur
- Ballade (cello og klaver)
- Dormeuse (cello og klaver)
- Englenes Sang ved Jordens Skabelse (soli, kor og orkester)
- En Vaarnat (tenorsolo, kor og orkester)
- Koncertouverture i a-mol
- Ouverture i e-mol